# Berka (Katlenburg-Lindau)
Berka ist der Name eines Ortsteiles der Gemeinde Katlenburg-Lindau im südlichen Niedersachsen. Die Ortschaft gehörte bis ins Jahr 1622 zum Eichsfeld.

## Geschichte
Zu Zeiten der Völkerwanderung war Berka Siedlungsplatz sächsischer Volksstämme, vor allem von Cheruskern. Ausgrabungen deuten darauf hin, dass in Berka bereits früh Menschen siedelten.

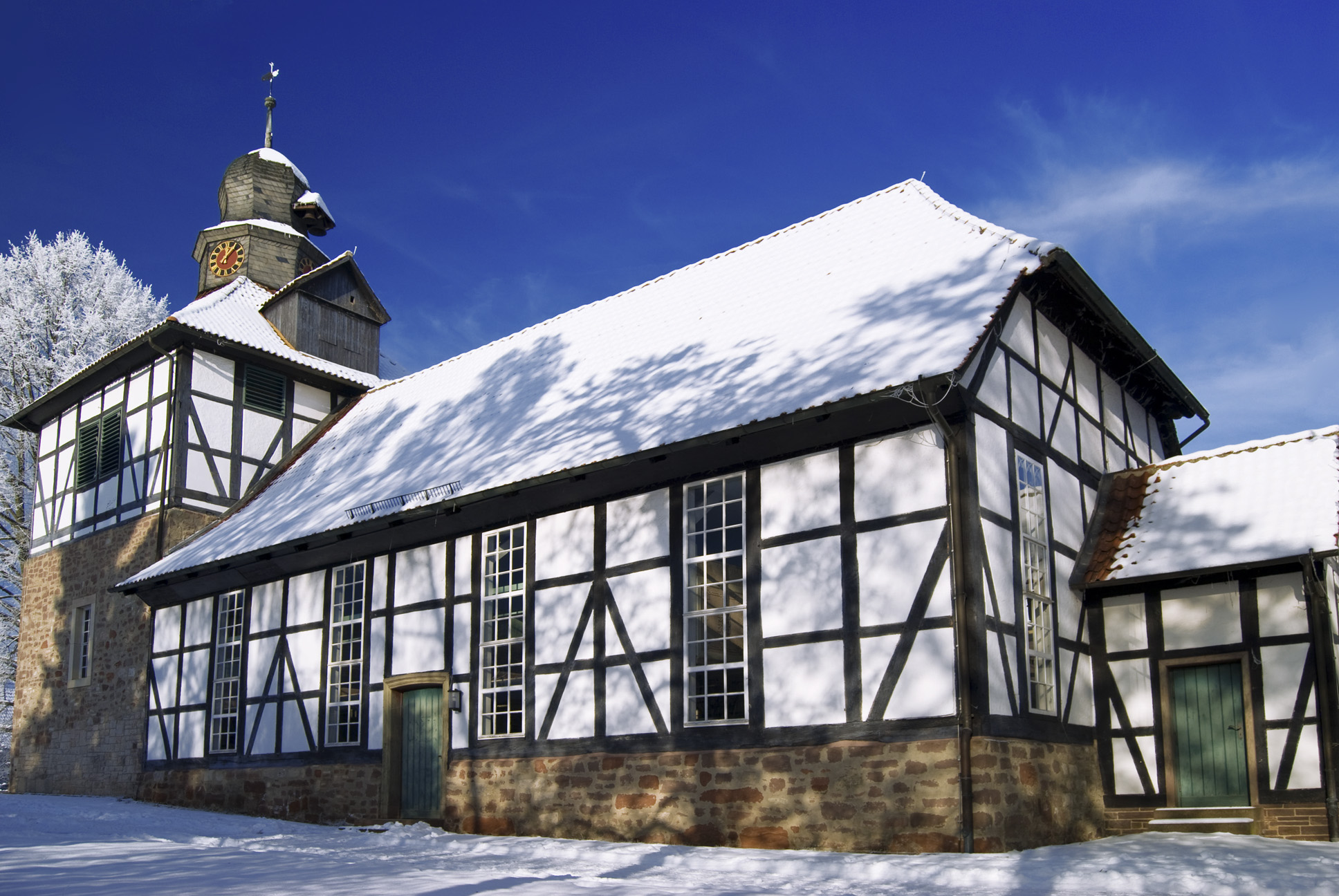
Kirche von Berka

Schon um 890 bis 900 war im alten Güterregister des Klosters Corvey ein Ort namens „Berga“ erwähnt worden. Hierbei handelt es sich wohl um das heutige Berka.
Mit dem Erscheinen des Geschlechtes der Katlenburger Grafen um 1000 wird Berka fortan Eigentum des Grafen von Katlenburg. Später wurde Berka Eigentum des Katlenburger Klosters.
1521 war Berka unter die Herrschaft des Mainzer Erzbischofes gekommen, auch der Nachbarort Lindau war von Mainz aus regiert. Berka blieb noch bis ins Jahr 1692, auch wenn es faktisch seit 1622 in der Hand der Herzögen von Grubenhagen war, unter Mainzer Herrschaft.
Im folgenden Jahrhundert wurde 1779 bis 1784 die heutige St.-Martini-Kirche erbaut. Sie ist ca. 20 m lang und 10 m breit. Auf einem Steinunterbau wurden Umfassungen aus Fachwerk errichtet, im Innenraum findet sich ein Brettergewölbe. Im Westen schließt sich ein, im unteren Teil massiver, Kirchturm an. Frühe Überlieferungen zu Berkas kirchengeschichtlicher Vergangenheit finden sich im Salbuch von 1692 und in den Kirchenbüchern, deren ältestes auf das Jahr 1647 datiert.
In den Folgejahren war Berka ein wohlhabendes Dorf, dessen Reichtum sich vor allem durch den Anbau von Tabak, Flachs und Getreide erklären lässt. Im Jahre 1923 kam ein elektrisches Umspannwerk hinzu.
Bis zur Gebietsreform in Niedersachsen blieb Berka eine eigene Gemeinde. Am 1. März 1974 wurde es ein Teil der neu geschaffenen Gemeinde Katlenburg-Lindau.

## Politik

### Ortsrat
Der Ortsrat von Berka setzt sich aus 9 Ratsmitgliedern der folgenden Partei bzw. Wählergruppe zusammen:
- Bürgerliste Berka (BL): 9 Sitze

(Stand: Kommunalwahl 2021)

### Ortsbürgermeister
Der Ortsbürgermeister ist Eckhard Steinmetz (BL). Seine Stellvertreter sind Christian Kindler (BL) und Birgit Helmold (BL).

### Wappen
| Wappen von Berka | Blasonierung: „In Silber ein schrägrechter blauer Wellenbalken, oben ein grünes Birkenblatt, unten eine goldene Greifenklaue.“ |
| Wappen von Berka | Wappenbegründung: Der Ortsname „Berka“ wird gedeutet als „Birkenfluss“. Die Feldmark ist wasserreich (Rhume und Söse). Zu ihr gehört die Flur der Wüstung Sösede; diese war Stammsitz der Herren von Susa, die in der Gegend weit verzweigt waren und auch in Berka selbst Besitz hatten. Sie führten im Wappen eine Greifenklaue. |

## Kultur und Sehenswürdigkeiten

### Baudenkmale
- In der Liste der Baudenkmale in Katlenburg-Lindau sind für Berka sechs Baudenkmale aufgeführt.